# Trechnites merops
Trechnites merops är en stekelart som beskrevs av John S. Noyes och Paul E. Hanson 1996. Trechnites merops ingår i släktet Trechnites och familjen sköldlussteklar.
Artens utbredningsområde är Costa Rica. Inga underarter finns listade i Catalogue of Life.